# Biografielijst Da

## Daa

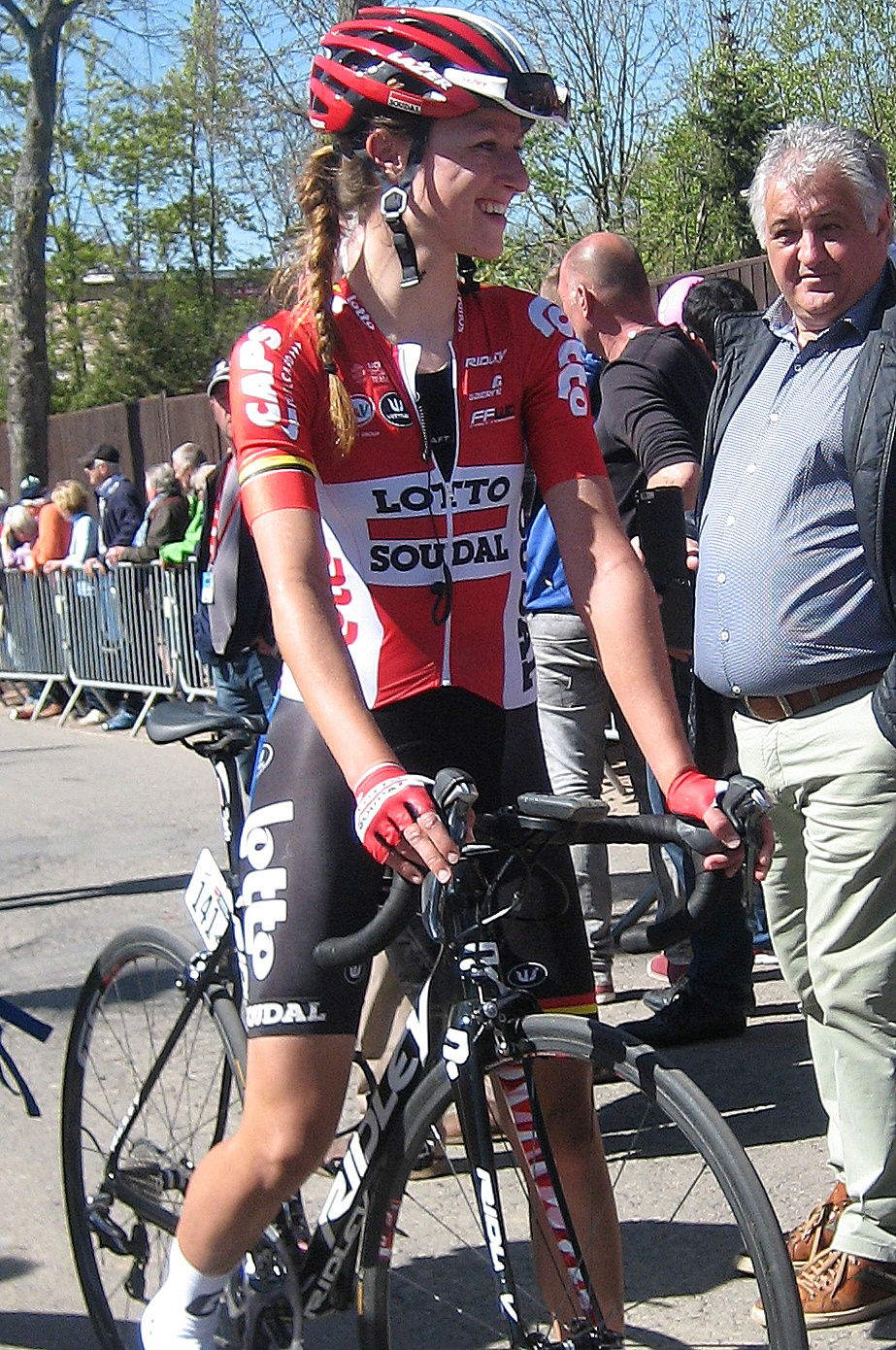
Jessie Daams

- Sade Daal (1988), Surinaams zwemster
- Dirk Leonardus Daalder (1887-1963), Nederlands onderwijzer, leraar en schrijver
- Elsemieke Daalder (1987), Nederlands rechtshistoricus
- Eric Daalder (1957), Nederlands jurist
- Hans Daalder (1928-2016), Nederlands politicoloog
- Ivo Daalder (1960), Nederlands-Amerikaans politicoloog en diplomaat
- Jacob Daalder Dzn. (1862-1935), Nederlands onderwijzer, schrijver en amateur-ornitholoog
- Remco Daalder (1960), Nederlands bioloog
- Carla Daalderop-Bruggeman (1928-2015), Nederlands beeldend kunstenaar
- Gotfried Coenraad Ernst van Daalen (1863-1930), Nederlands militair en gouverneur van Atjeh
- Alida van Daalen (2002), Nederlands atlete
- Thijs van Daalen (1950), Nederlands politicus
- Jessie Daams (1990), Belgisch wielrenster
- Jo Daan (1910-2006), Nederlands dialectologe en taalkundige
- Lea Daan (1906-1995), Belgische danseres, choreografe en danspedagoge
- Serge Daan (1940-2018), Nederlands hoogleraar biologie
- Gerard Daandels (1946), Nederlands burgemeester
- Aden Abdullah Osman Daar (1908-2007), Somalisch politicus, eerste president van Somalië

## Dab
- Dario Dabac (1978), Kroatisch voetballer
- Mladen Dabanovič (1971), Sloveens voetballer
- Savka Dabčević-Kučar (1923-2009), Kroatisch politica
- Baciro Dabo (1958-2009), Guinee-Bissaus politicus en presidentskandidaat
- Jesse Dabson (1961), Amerikaans acteur

## Dac

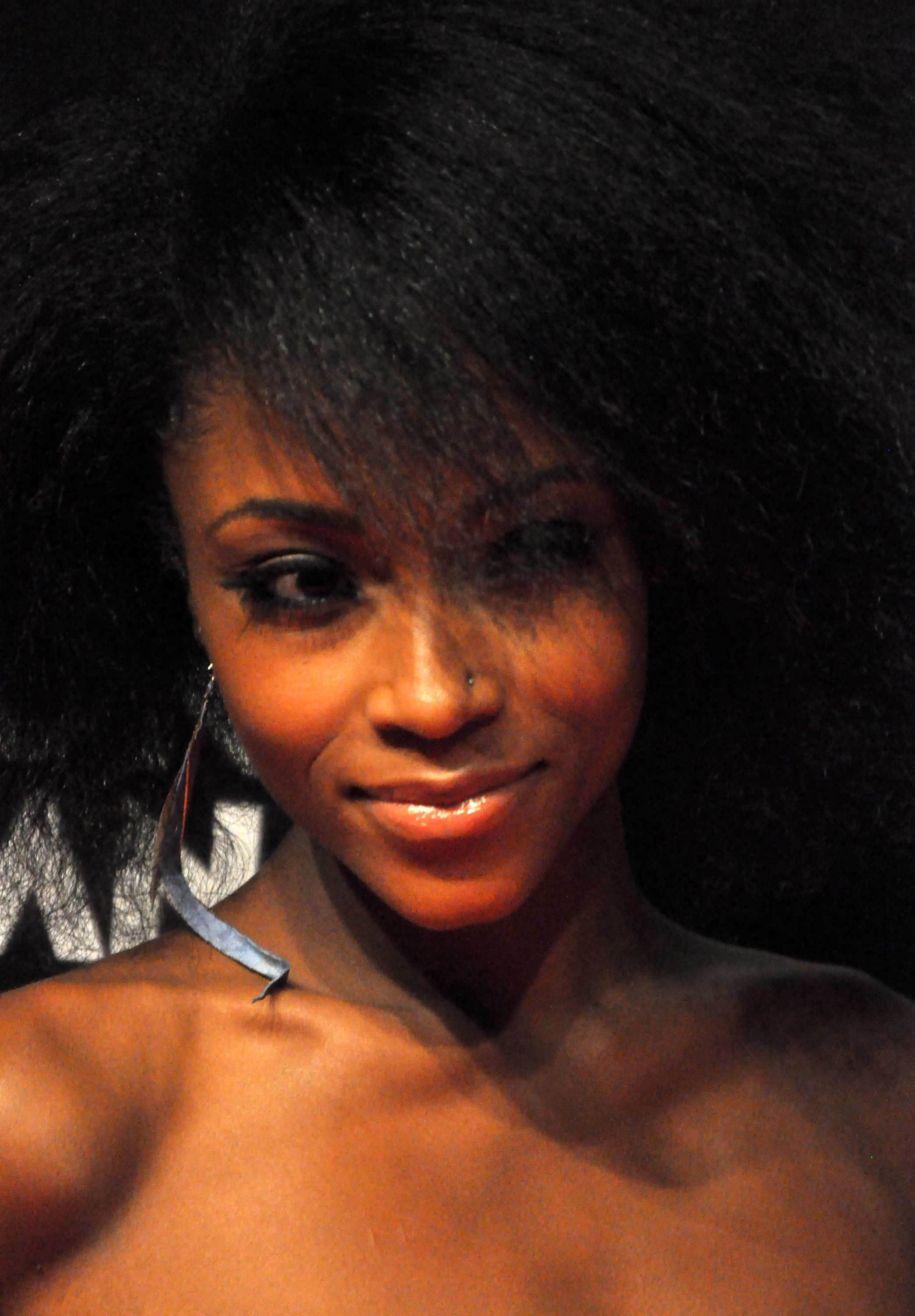
Yaya DaCosta 2010

- Simon Dach (1605-1659), Duits dichter
- Yaya DaCosta (1982), Amerikaans actrice

## Dad
- Richard Dadd (1817-1886), Brits schilder
- Dadullah (ca.1966-2007), Afghaans Talibanleider

## Dae

Adolf Daens

- Bjørn Dæhlie (1967), Noors langlaufer
- Jan Emiel Daele (1942-1978), Belgisch schrijver, essayist en dichter
- Henri van Daele (1946-2010), Belgisch schrijver
- Joop van Daele (1947-2025), Nederlands voetballer
- Eva Daeleman (1990), Vlaams radio-dj, omroepster en presentatrice
- Sofie Daelemans (1991), Belgisch atlete
- Eric Daels (1936), Belgisch voetballer en voetbaltrainer
- Frans Daels (1882-1974), Belgisch arts, politicus en bestuurder
- Geertrui Daem (1952), Belgisch (toneel)schrijfster
- Werner Daem (1954), Belgisch politicus
- Adam Daemen (ca. 1670-1717), apostolisch vicaris van de Hollandse Zending
- Jo Daemen (1891-1944), Nederlands grafisch ontwerper, tekenaar en glaskunstenaar
- Joan Daemen (1965), Belgisch cryptograaf
- Maurice Daemen (1968), Nederlands dirigent, muziekpedagoog en bugelspeler
- Tom Daemen (1985), Nederlands voetballer
- Alain Daems (1964), Belgisch politicus
- Anja Daems (1968), Belgisch presentatrice
- Denise Daems (1943-2002), Belgisch actrice
- Emile Daems (1938), Belgisch wielrenner
- Filip Daems (1978), Belgisch voetballer
- Herman Daems (1946), Belgisch econoom en hoogleraar
- Jacques Daems (1877-1953), Belgisch syndicalist en politicus
- Jan Daems (1912-1988), Belgisch politicus
- Jean Daems (1923-1984), Belgisch atleet
- Jeanine Daems (1980), Nederlands wiskundige
- Jos Daems (1926-1982), Belgisch politicus en wijnhandelaar
- Napoleon Daems (1852-1939), Belgisch beeldhouwer
- Nathan Daems (?), Belgisch muzikant
- Pierre Daems (1911-1982), Nederlands industrieel ontwerper
- Rik Daems (1959), Vlaams-Belgisch politicus
- Rudi Daems (1963), Vlaams politicus
- Wim Daems (1948-2009), Belgisch wetenschapsjournalist en schrijver
- Herman Willem Daendels (1761-1818), Nederlands politicus
- François Daenen (1919-2001), Belgisch voetballer
- Lindsay Daenen (1994), Waals-Belgisch zangeres
- Peter Daenens (1960), Belgisch atleet
- Adolf Daens (1839-1907), Belgisch priester en politicus
- Herman Daens (?), Belgisch Procureur des Konings
- Pieter Daens (1842-1918), Vlaams uitgever en 'gazettenschrijver'
- Jos Daerden (1954), Belgisch voetballer en voetbalcoach
- Koen Daerden (1982), Belgisch voetballer
- Michel Daerden (1949-2012), Waals-Belgisch politicus

## Daf
- Ted Daffan (1912-1996), Amerikaans countryartiest en -componist

## Dag

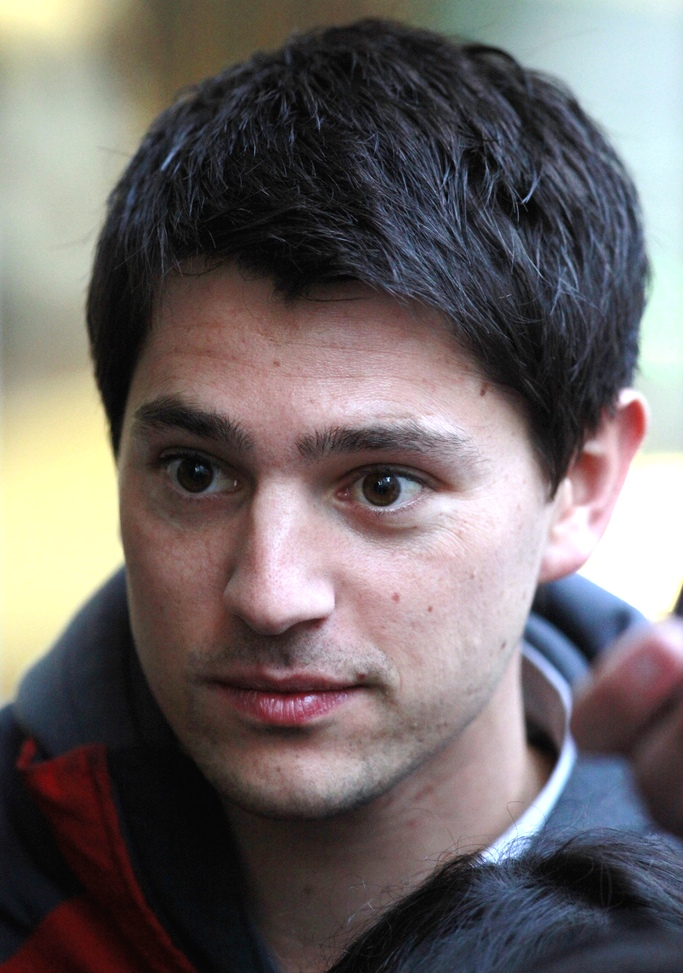
Nicholas D'Agosto, 2010

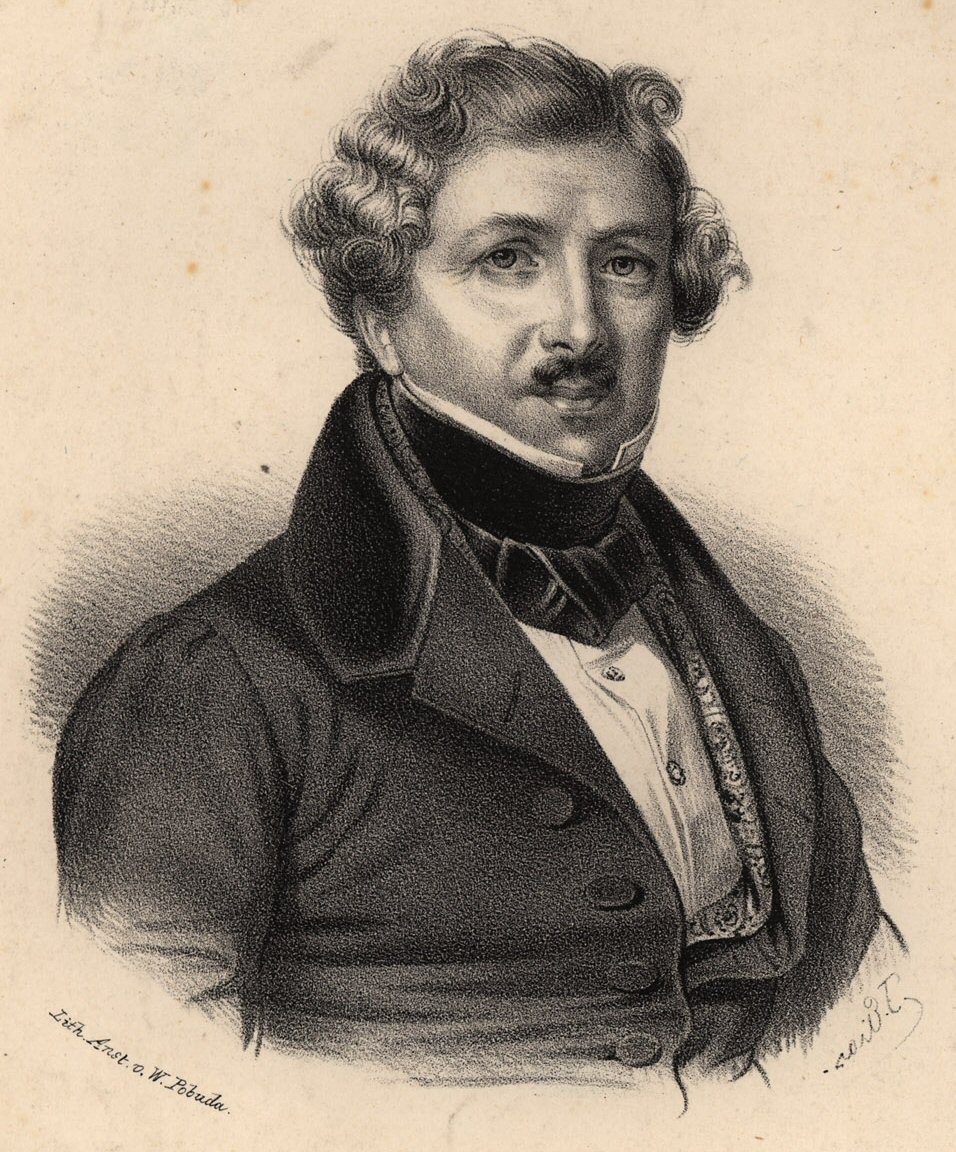
Louis Daguerre

- Bat-Sheva Dagan (1925-2024), Pools-Israëlisch Holocaustoverlevende, onderwijzeres en auteur
- Charlie Chan Dagelet (1986), Nederlands actrice
- Hans Dagelet (1945), Nederlands acteur
- Mingus Dagelet (1991), Nederlands acteur
- Tatum Dagelet (1975), Nederlands actrice en televisiepresentatrice
- Nicholas D'Agosto (1980), Amerikaans acteur
- Francis Dagrin (1966), Belgisch arbeider, syndicalist en politicus
- Louis Daguerre (1787-1851), Frans uitvinder

## Dah
- Jan Dahrs (1935-2024), Nederlands voetballer en voetbaltrainer
- Ferdinand Dahl (1998), Noors freestyleskiër
- John Kristian Dahl (1981), Noors langlaufer
- Roald Dahl (1916-1990), Brits vliegenier en (kinderboeken)schrijver
- Ole-Johan Dahl (1931-2002), Noors informaticus
- Sophie Dahl (1977), Brits auteur en model
- Robert Dahlander (1870-1935), Zweeds elektrotechnisch ingenieur
- Henk Dahlberg (1940-2000), Surinaams geoloog, bestuurder en politicus
- Robert Dahlgren (1979), Zweeds autocoureur
- Martin Dahlin (1968), Zweeds voetballer
- JoAnn Dahlkoetter, Amerikaans triatlete, schrijfster en sportpsycholoog
- Laura Dahlmeier (1993-2025), Duits biatlete
- Maja Dahlqvist (1994), Zweeds langlaufster
- Emma Dahlström (1992), Zweeds freestyleskiester
- Hamza Dahmane (1990), Algerijns voetbaldoelman
- Ralf Dahrendorf (1929-2009), Duits-Brits filosoof

## Dai
- Dai Jun (1992), Chinees zwemmer
- Chuck Daigh (1923-2008), Amerikaans autocoureur

## Daj
- Nadia Dajani (1965), Amerikaans actrice

## Dak
- Vangjush Dako (1966), burgemeester van de Albanese stad Durrës

## Dal

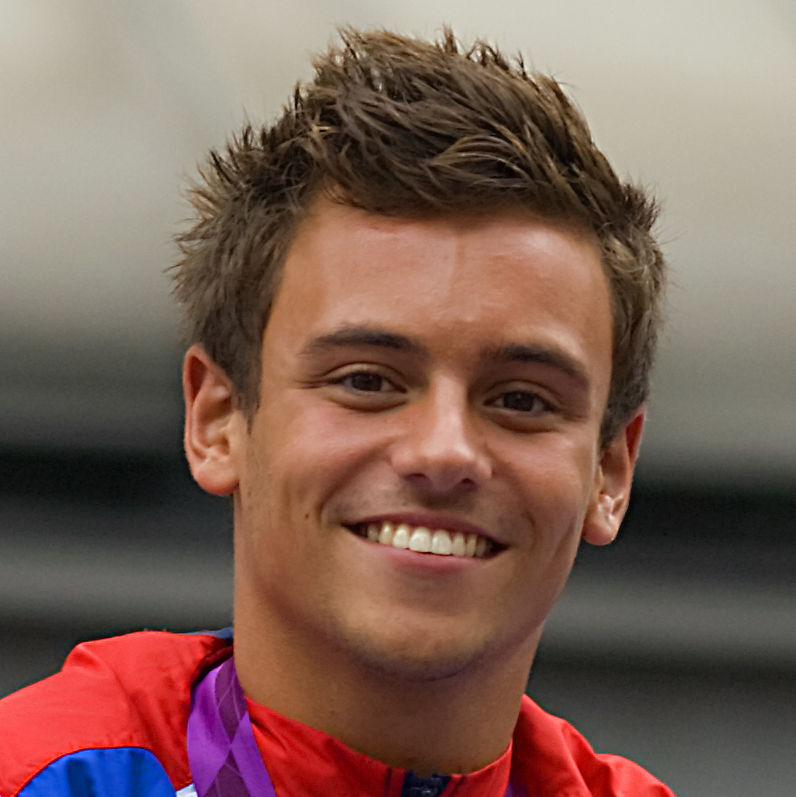
Tom Daley

- Édouard Daladier (1884-1970), Frans politicus en voormalig premier
- Dick Dale (1937-2019), Amerikaans gitarist
- Dominic Dale (1971), Welsh snookerspeler
- Henry Hallett Dale, (1875-1968), Engels neurowetenschapper en Nobelprijswinnaar
- Jan van den Dale (ca.1460-1522), Zuid-Nederlands rederijker en schilder
- Johannes Dale (1997), Noors biatleet
- Carlos Daled (1937-2012), Belgisch politicus
- Pierre Dalem (1912-?), Belgisch voetballer
- Massimo D'Alema (1949), Italiaans journalist en politicus
- Gabrielle Daleman (1998), Canadees kunstschaatsster
- Peter van Dalen (1958), Nederlands ambtenaar en politicus
- Peter van Dalen (1964), Nederlands honkballer en honkbalcoach
- Jenny Dalenoord (1918-2013), Nederlands illustratrice
- Frank Dales (1957), Nederlands politicus
- Geert Dales (1952), Nederlands politicus
- Ien Dales (1931-1994), Nederlands politica
- Tom Daley (1994), Brits schoonspringer
- Roland Dalhäuser (1958), Zwitsers atleet
- Walter Dalgal (1954), Belgisch-Italiaans wielrenner
- Salvador Dalí (1904-1989), Spaans schilder
- Dalida (1933-1987), Frans zangeres van Italiaans-Egyptische afkomst
- Gianfranco Dalla Barba (1957-2024), Italiaans schermer
- Paul Dalla Lana (1966), Canadees ondernemer en autocoureur
- Lorenzo Dalla Porta (1997), Italiaans motorcoureur
- Josh Dallas (1978), Amerikaans acteur
- Michael Dalle Stelle (1990), Italiaans autocoureur
- Chantal Dällenbach (1962), Frans/Zwitsers atlete
- Dalmo (1932-2015), Braziliaans voetballer en voetbalcoach
- Jo Dalmolen (1912-2008), Nederlands atlete
- Dejandir Dalpasquale (1932-2011), Braziliaans politicus
- Theodore Dalrymple (1949), Brits arts en schrijver; pseudoniem van Anthony M. Daniels
- Albert van Dalsum (1889-1971), Nederlands acteur, toneelleider en kunstschilder
- Hans van Dalsum (1929-2010), Nederlands tennisspeler
- Josine van Dalsum (1948-2009), Nederlands actrice
- John Dalton (1766-1844), Brits scheikundige
- Kristen Dalton (1966), Amerikaans actrice
- Timothy Dalton (1946), Brits acteur
- Roger Daltrey (1944), Brits zanger en muzikant
- Giuseppe D'Altrui (1934-2024), Italiaans waterpolospeler
- Conor Daly (1991), Amerikaans autocoureur
- Derek Daly (1953), Iers autocoureur
- Herman Daly (1938-2022), Amerikaans econoom en hoogleraar
- Jane Daly (1948), Amerikaans actrice
- John Daly (1937-2008), Brits filmproducent
- John Daly (1985), Amerikaans skeletonracer
- Mary Daly (1928-2010), Amerikaans feministisch theologe
- Tyne Daly (1946), Amerikaans actrice
- Ryan Dalziel (1982), Schots autocoureur

## Dam
- Henrik Dam (1895-1976), Deens biochemicus en Nobelprijswinnaar
- Piet Dam (1946-2008), Nederlands rallycrosser
- Laurens ten Dam (1980), Nederlands wielrenner
- Jacky van Dam (1938-2021), Nederlands zanger, pseudoniem van Jaap Plugers
- Johannes van Dam (1946-2013), Nederlands culinair journalist
- Marcel van Dam (1938), Nederlands politicus
- Nicolette van Dam (1938), Nederlands actrice en televisiepresentatrice
- Peter van Dam (1952-2018), Belgisch radio-dj
- Rijk van Dam (1952), Nederlands belastingambtenaar en politicus
- Rob van Dam (1954), Nederlands radiomaker en stemacteur
- Raymond Damadian (1936-2022), Amerikaans biofysicus
- Jean Daman (1900-1982), Belgisch politicus en vakbondsbestuurder
- Marcel Daman (1914-1975), Belgisch politicus
- Shoshana Damari (1923-2006), Israëlisch actrice en zangeres
- Jan Damen (1898-1957), Nederlands violist
- Karen Damen (1974), Belgisch zangeres
- Paul Damen (1954-2024), Nederlands journalist
- Georgeta Damian (1976), Roemeens roeister
- Robert François Damiens (1715-1757), Frans crimineel
- Marissa Damink (1995), Nederlands atlete
- Jernej Damjan (1983), Sloveens schansspringer
- Ellen ten Damme (1967), Nederlands actrice en zangeres
- Jeroen van Damme (1972), Nederlands langeafstandsloper
- Elly Dammers (1921-2009), Nederlands atlete
- Blackie Dammett (1939-2021), Amerikaans acteur
- Lloyd van Dams (1972-2021), Nederlands thaibokser en K-1-vechter
- André Damseaux (1937-2007), Waals-Belgisch politicus, journalist en ondernemer
- Onno Damsté (1896-1973), Nederlands classicus
- Tiete Damsté-Terpstra (1924-2020), Nederlands logopedist

## Dan

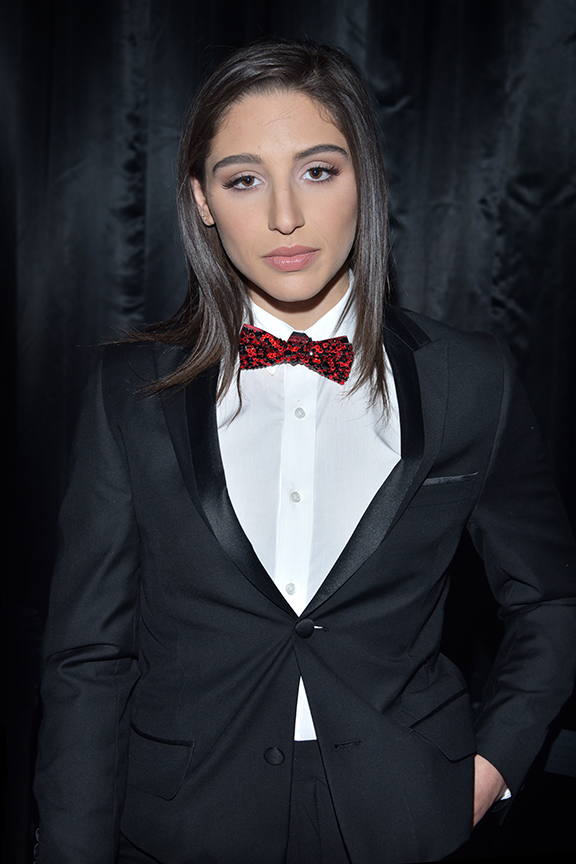
Abella Danger

- Dana International (1972), Israëlisch zangeres
- Charles Dance (1946), Engels acteur, regisseur en scenarioschrijver
- Frank Dancevic (1984), Canadees tennisser
- Alfons Danckaerts (1926-2014), Belgisch atleet
- James Edgar Dandy (1903-1976), Engels botanicus
- Barbara Dane (1927-2024), geboren als Barbara Jean Spillman, Amerikaans zangeres
- Ludvík Daněk (1937-1998), Tsjecho-Slowaaks atleet
- Abella Danger (1995), Amerikaans pornoactrice
- Pino D'Angiò (1952-2024), Italiaans zanger
- Achmat Dangor (1948-2020), Zuid-Afrikaans schrijver
- Céline Dangotte (1883-1975), Belgische feministe, pedagoge en onderneemster
- Daniël (6e eeuw v.Chr.), Joods profeet en adviseur
- Brittany Daniel (1976), Amerikaans actrice en model
- Cynthia Daniel (1976), Amerikaans actrice, model en fotografe
- Gregg Daniel (1958), Amerikaans acteur
- Hannah Daniel (1986), Welsh actrice
- Marcos Daniel (1978), Braziliaans tennisser
- Alvin Daniels (1994), Frans-Guyaans voetballer
- André-Louis Daniëls (1883-1976), Belgisch architect
- Anthony Daniels (1946), Engels acteur
- Anthony M. Daniels (1949), Brits arts en schrijver, bekend onder het pseudoniem Theodore Dalrymple
- Bebe Daniels (1901-1971), Amerikaans actrice
- Ben Daniels (1964), Brits acteur
- Charlie Daniels (1936-2020), Amerikaans countryzanger en gitarist
- Charlie Daniels (1986), Engels voetballer
- Christopher Daniels (1970), Amerikaans professioneel worstelaar
- Clayton Daniels (1984), Zuid-Afrikaans voetballer
- Dani Daniels (1989), Amerikaans pornoster en pornofilmregisseur
- David Daniels (1966), Amerikaans (opera)zanger
- Erin Daniels (1972), Amerikaans actrice
- Evert-Jan Daniels (1968), Nederlands fotograaf
- Geerling Daniels (1696-1751), Zuid-Nederlands crimineel
- Glenn Daniëls (1994), Belgisch voetballer
- Jan Daniels (1927-2024), Nederlands politicus
- Jeff Daniels (1955), Amerikaans acteur
- Joop Daniëls (1931-2001), Nederlands voetballer
- Kevin Daniels (1976), Amerikaans acteur
- Koen Daniëls (1978), Vlaams politicus
- Marc Daniëls (1959-2021), Belgisch stripauteur
- Mary-Lou Daniels (1961), Amerikaans tennisspeelster
- Mickey Daniels (1914-1970), Amerikaans acteur
- Mike Daniels (1928-2016), Brits jazztrompettist en bandleider
- Mitch Daniels (1949), Amerikaans politicus
- Paul Daniels (1938-2016), Brits goochelaar, schrijver en presentator
- Phil Daniels (1958), Brits acteur
- René Daniëls (1950), Nederlands kunstschilder
- Roger Daniëls (1924-2015), Belgisch kunstschilder en glazenier
- Sammy Daniels (1961), Zuid-Afrikaans golfer
- Severinus Daniels (1804-1867), Belgisch politicus
- Stormy Daniels (1979), Amerikaans pornoster; pseudoniem van Stephanie Gregory Clifford
- Sue Daniels (ca. 1981), Belgisch singer-songwriter
- William Daniels (1927), Amerikaans acteur
- William H. Daniels (1901-1970), Amerikaans cameraman
- Wim Daniëls (1954), Nederlands schrijver, taalkundige, cabaretier en spreker
- Yana Daniëls (1992), Belgisch voetbalster
- Egil Danielsen (1933-2019), Noors atleet
- Jan Werner Danielsen (1976-2006), Noors zanger
- Alx Danielsson (1981), Zweeds autocoureur
- Hendrik Daniëlsz Hooft (1716-1794), Nederlands regent en burgemeester
- Eléni Daniilídou (1982), Grieks tennisster
- Danilo II (1826-1860), prins-bisschop (1851-1852) en prins (1852-1860) van Montenegro
- Marcos Danilo Padilha (1985-2016), Braziliaans voetballer
- Olga Danilović (2001), Servisch tennisspeelster
- Jean Daninos (1906-2001), Frans autoconstructeur
- Arne Dankers (1980), Canadees schaatser
- Klaas Dankert (1942-2024), Nederlands politicus
- Piet Dankert (1934-2003), Nederlands politicus
- John Dankworth (1927), Brits jazzcomponist, saxofonist en klarinettist
- Georges Danloy (1911-1999), Belgisch generaal
- Anne-Marie Danneels (1962), Belgisch atlete
- Godfried Danneels (1933-2019), Belgisch aartsbisschop, militair ordinarius, kardinaal en metropoliet
- Gabriele d'Annunzio (1863-1938), Italiaans schrijver, dichter en politicus
- Livien Danschutter (1920-2006), Belgisch politicus en vakbondsbestuurder
- Auguste Danse (1829-1929), Belgisch graveur en etser
- Jane Danson (1978), Engels actrice
- Ted Danson (1947), Amerikaans acteur
- Dante Alighieri (1265-1321), Italiaans dichter
- Vincenzo Danti (1530-1576), Italiaans beeldhouwer, architect, dichter en schrijver
- Georges Danton (1759-1794), Frans politicus en revolutionair
- Rudi van Dantzig (1933-2012), Nederlands choreograaf, balletdanser en schrijver
- Emmerich Danzer (1944), Oostenrijks kunstschaatser
- Itzhak Danziger (1916-1977), Israëlisch beeldhouwer

## Dao
- Abu Daoud (1937-2010), Palestijns terrorist

## Dap

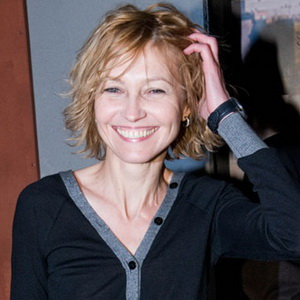
Ingeborga Dapkūnaitė, 2009

- Eddy Dap (1935-2009), Surinaams onderwijzer en politicus
- Nicolás Dapero (1998), Argentijns autocoureur
- Ingeborga Dapkūnaitė (1963), Litouws actrice

## Daq
- Iva Toguri D'Aquino (1916-2006), Japans-Amerikaans radiopresentatrice

## Dar

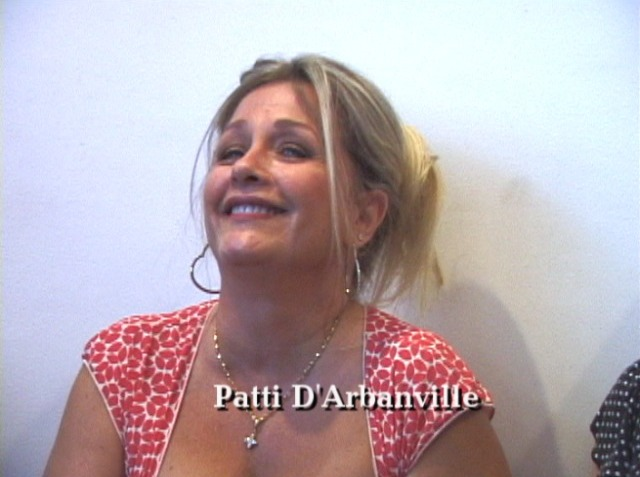
Patti D'Arbanville, 2007

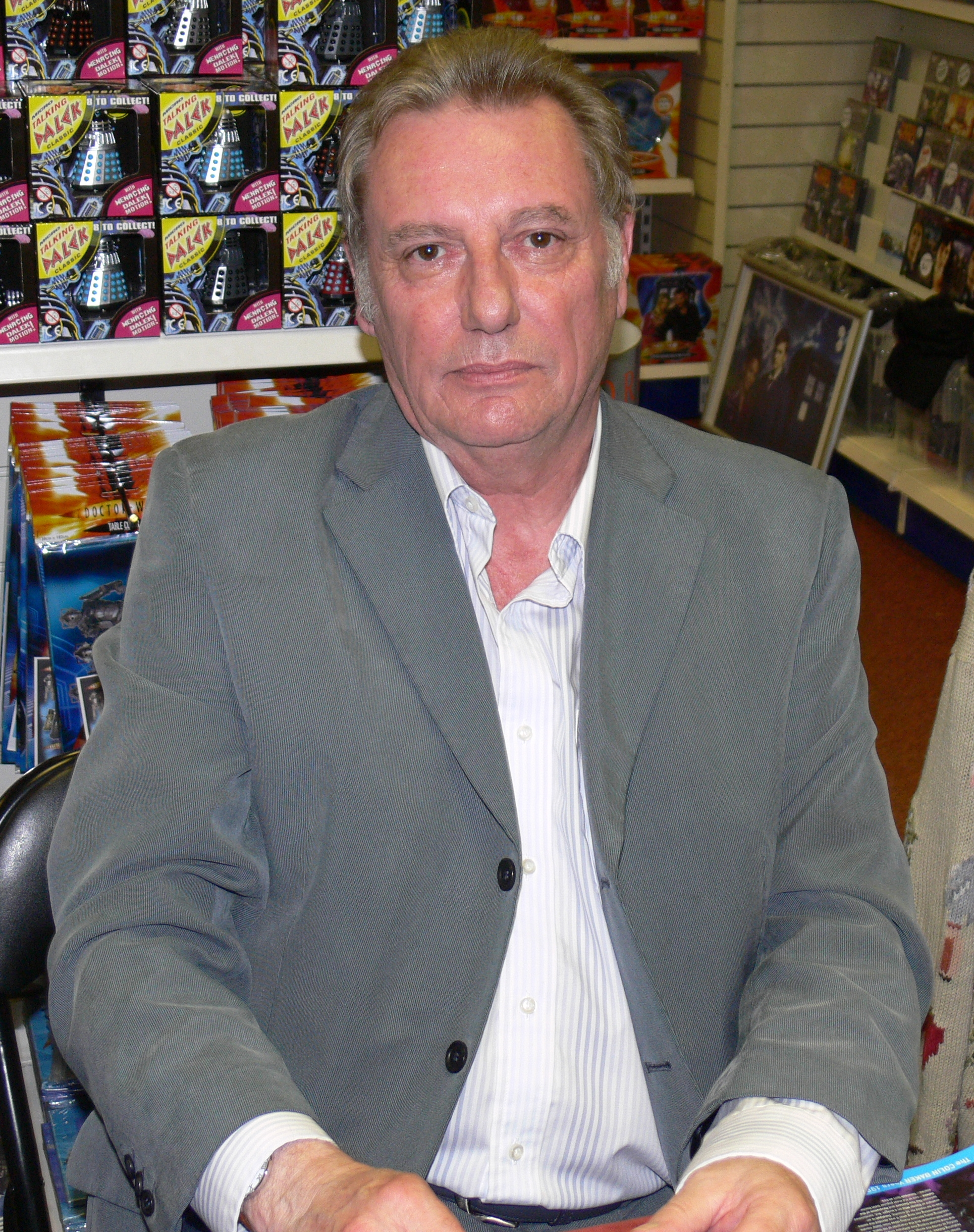
Paul Darrow

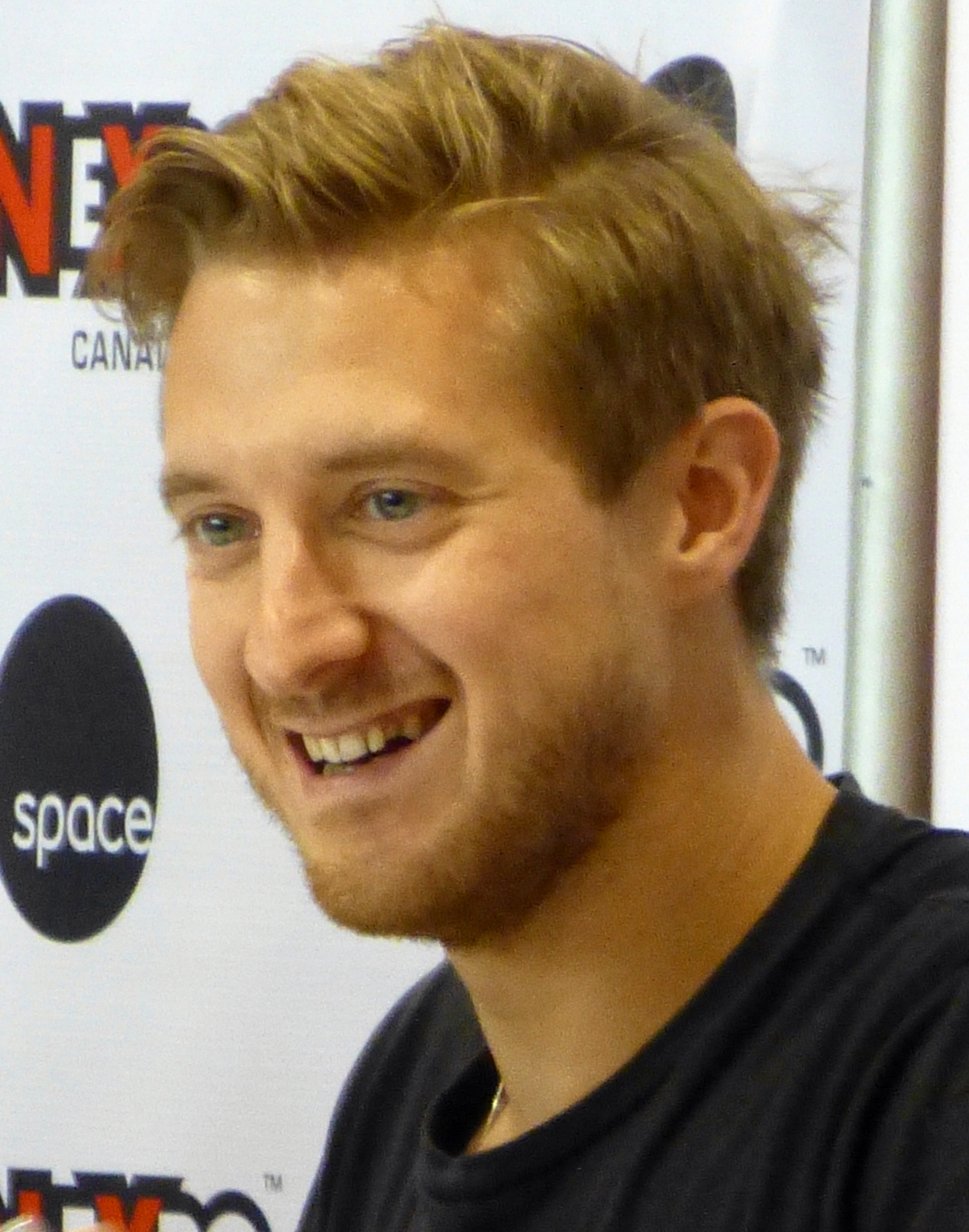
Arthur Darvill, 2014

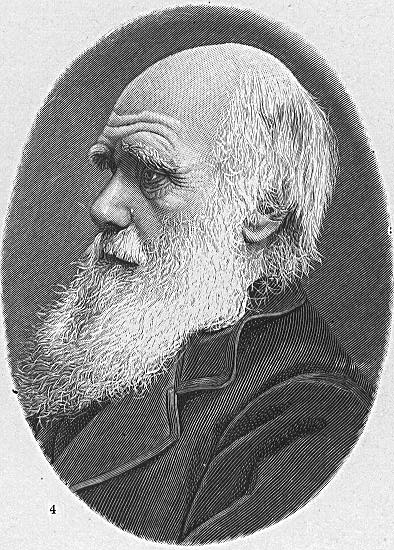
Charles Darwin

- Munir Ahmed Dar (1935-2011), Pakistaans hockeyer
- Eszter Dara (1990), Hongaars zwemster
- Patti D'Arbanville (1951), Amerikaans actrice
- Joe Darby (ca.1979), Amerikaans militair
- Steve Darcis (1984), Belgisch tennisser
- Nick D'Arcy (1987), Australisch zwemmer
- Victor d'Arcy (1887-1961), Brits atleet
- Guy Dardenne (1954), Belgisch voetballer en voetbalcoach
- Pascalis Dardoufas (1968-2020), Duitse technoproducer
- Jacques Daret (ca.1400/05-ca.1468), Vlaams kunstschilder
- Matt Darey (1968), Brits DJ/Producer
- Bobby Darin (1936-1973), Amerikaans zanger
- Rubén Darío (1867-1916), Nicaraguaans schrijver en dichter
- Darius I, koning van Perzië (522-486 v.Chr.)
- Darius II, koning van Perzië (423-404 v.Chr.)
- Darley (1989), Braziliaans voetbaldoelman
- Alistair Darling (1953-2023), Brits politicus
- Sidney Darlington (1906-1997), Amerikaans elektrotechnicus en uitvinder
- Tamás Darnyi (1967), Hongaars zwemmer
- Lisa Darr (1963), Amerikaans actrice
- Alexandre Darracq (1855-1931), Frans autobouwer
- Mack Darragh (1993), Canadees zwemmer
- Frederique Darragon (ca. 1950), Frans kunstschilder, fotograaf en onderzoeker
- Dimebag Darrell (1966-2004), Amerikaans gitarist
- André Darrigade (1929), Frans wielrenner
- Paul Darrow (1941), Brits acteur en auteur
- Tony Darrow (1938), Amerikaans acteur, filmproducent en scenarioschrijver
- Cilly Dartell (Priscilla Veltmeijer) (1957-2023), Nederlands (televisie)presentatrice
- Simon d'Artois (1992), Canadees freestyleskiër
- Jehan Daruvala (1998), Indiaas autocoureur
- Arthur Darvill (1982), Brits acteur en muzikant
- Charles Darwin (1809-1882), Brits bioloog
- Mahmoud Darwish (1941-2008), Palestijns schrijver en dichter

## Das
- Atanu Das (1992), Indiaas boogschutter
- Cameron Das (2000), Amerikaans autocoureur
- Kamala Das (1934-2009), Indiaas schrijfster
- Neelotpal Das (1982), Indiaas schaker
- Robbert Das (1929), Nederlands ontwerper en illustrator
- Rudolf Das (1929-2020), Nederlands ontwerper en illustrator
- James Dasaolu (1987), Brits atleet
- Tom Daschle (1947), Amerikaans politicus
- Tuğba Daşdemir (1985), Turks alpineskiester
- Howard Da Silva (1909-1986), Amerikaans acteur
- Dmitri Dasjinski (1977), Wit-Russisch freestyleskiër
- Mamitu Daska (1983), Ethiopisch atlete
- Marcel Dassault (1892-1986), Frans industrieel en vliegtuigconstructeur
- Pieke Dassen (1926-2007), Nederlands acteur en poppenspeler
- Jules Dassin (1911-2008), Amerikaans filmregisseur
- David Dastmalchian (1984), Amerikaans acteur, filmproducent en scenarioschrijver

## Dat
- Ilia Datoenasjvili (1937- 2022), Georgisch voetballer
- Kristen Dattilo (1970), Amerikaans actrice
- Alfred Dattner (1902-1993), Zwitsers autocoureur

## Dau

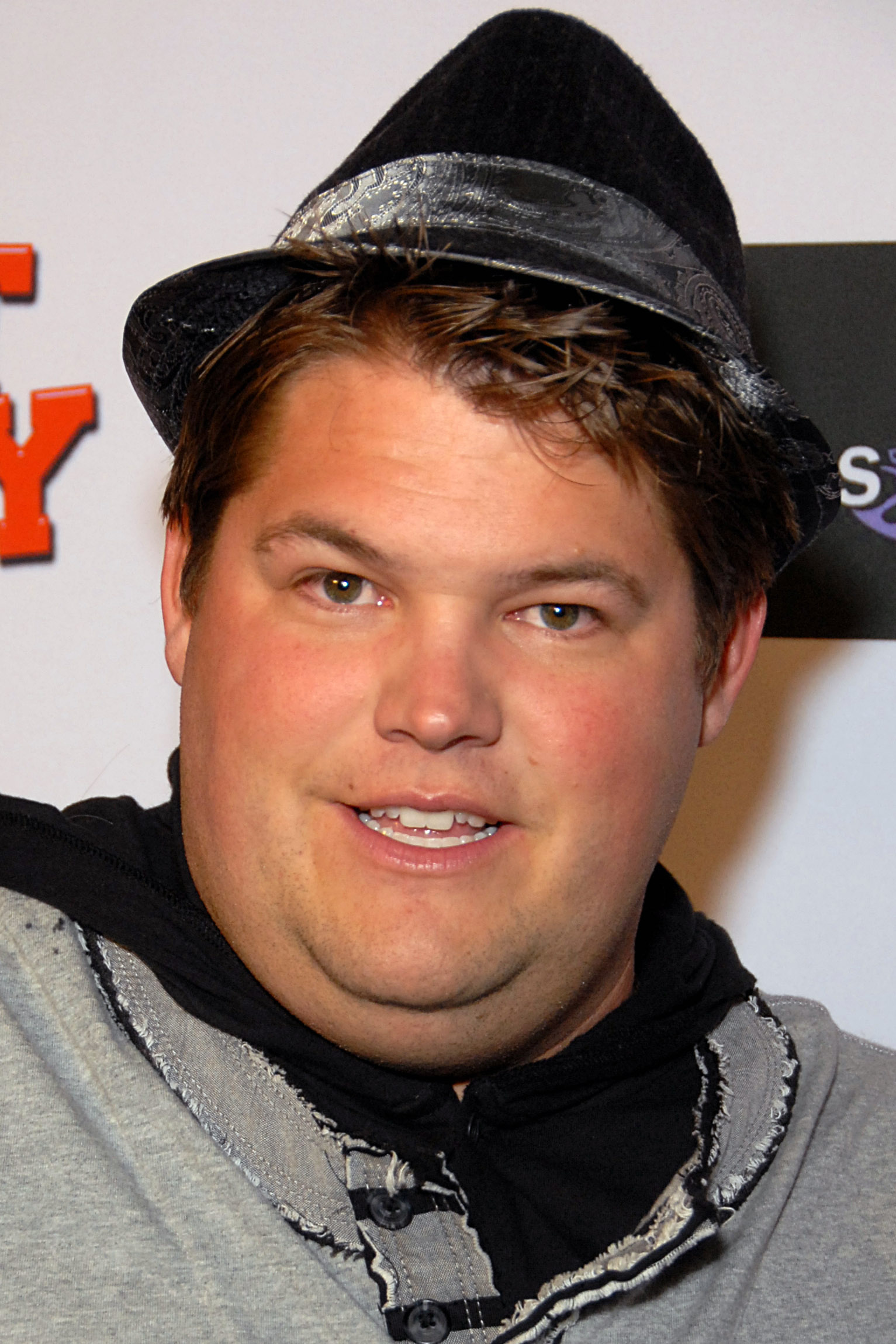
Jareb Dauplaise, 2009

- Charles-François Daubigny (1817-1878), Frans schilder
- Léon Daudet (1867-1942), Frans schrijver en journalist
- Hans Daudt (1925-2008), Nederlands politicoloog
- Raoul Daufresne de la Chevalerie (1881-1967), Belgisch sporter en militair
- Brad Daugherty (1951), Amerikaans pokerspeler
- Joseph Daul (1947), Frans politicus
- Christoph Daum (1953-2024), Duits voetbalcoach
- Honoré Daumier (1808-1879), Frans cartoonist, schilder en beeldhouwer
- Christelle Daunay (1974), Frans atlete
- Jareb Dauplaise (1979), Amerikaans acteur
- Cédric Daury (1969-2024), Frans voetbaltrainer en voetballer
- Jean Dausset (1916-2009), Frans immunoloog en Nobelprijswinnaar
- Claire Dautherives (1982), Frans alpineskiester
- Courtney Dauwalter (1985), Amerikaans atlete
- Axelle Dauwens (1990), Belgisch atlete

## Dav

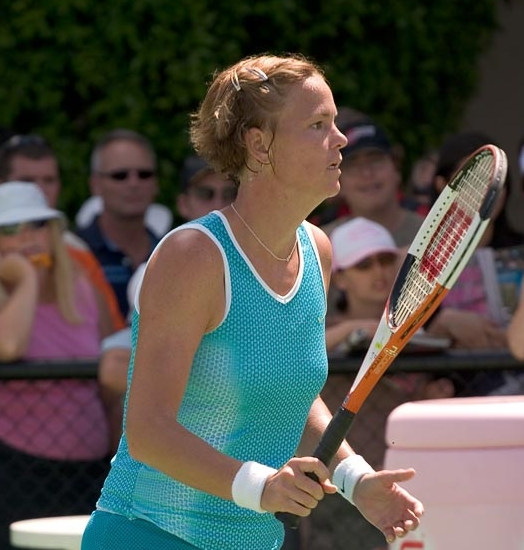
Lindsay Davenport

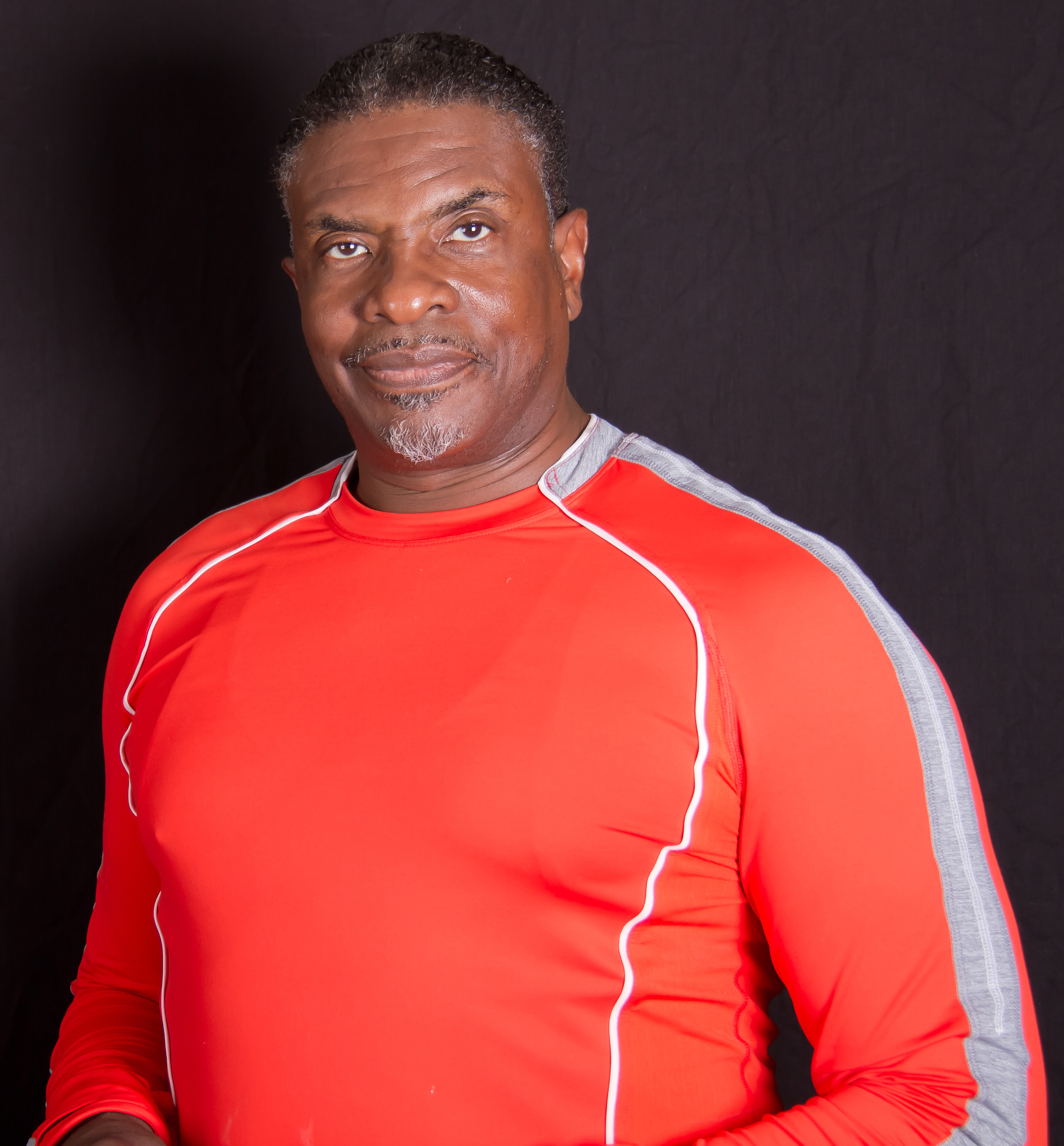
Keith David, 2010

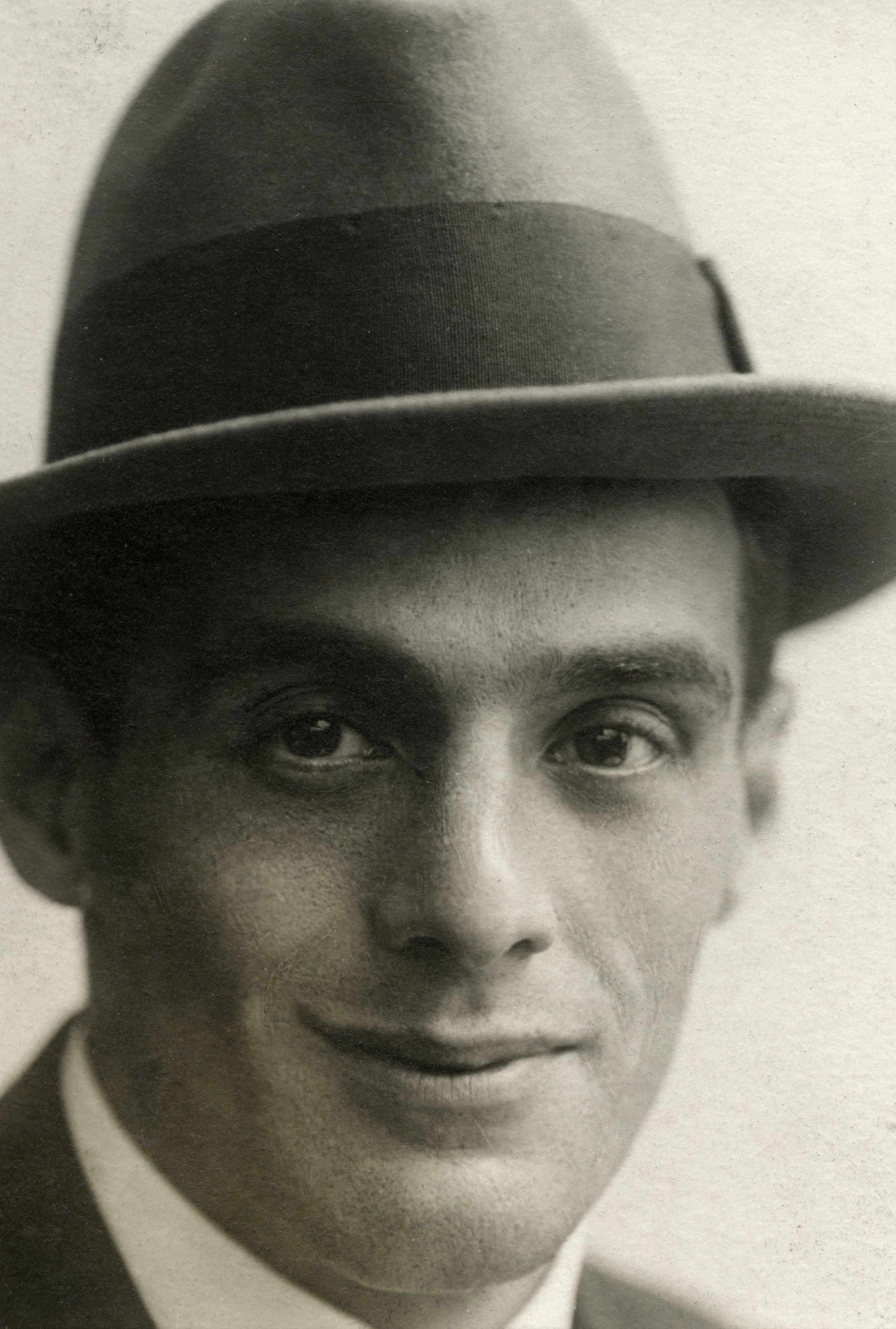
Louis Davids

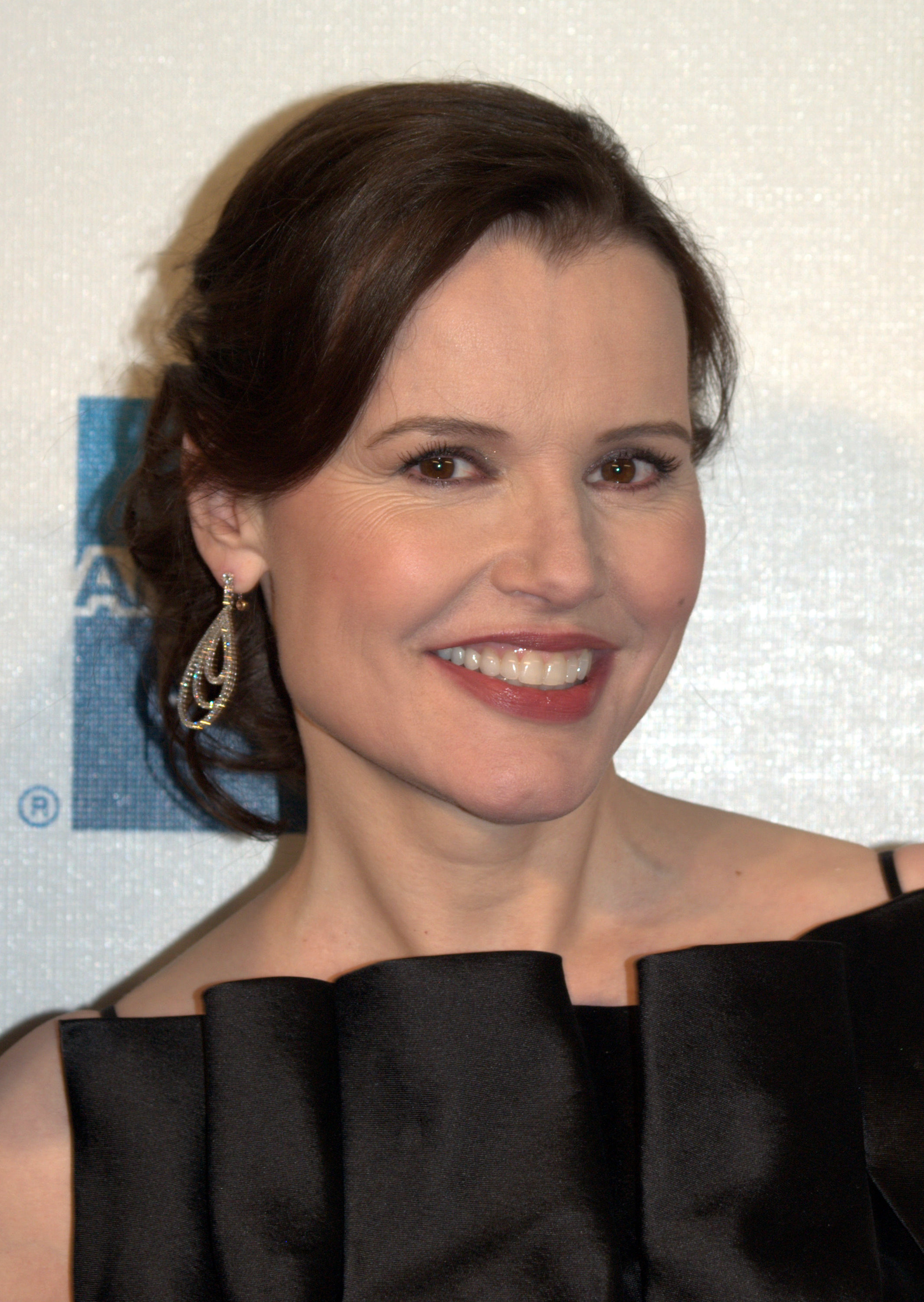
Geena Davis, 2009

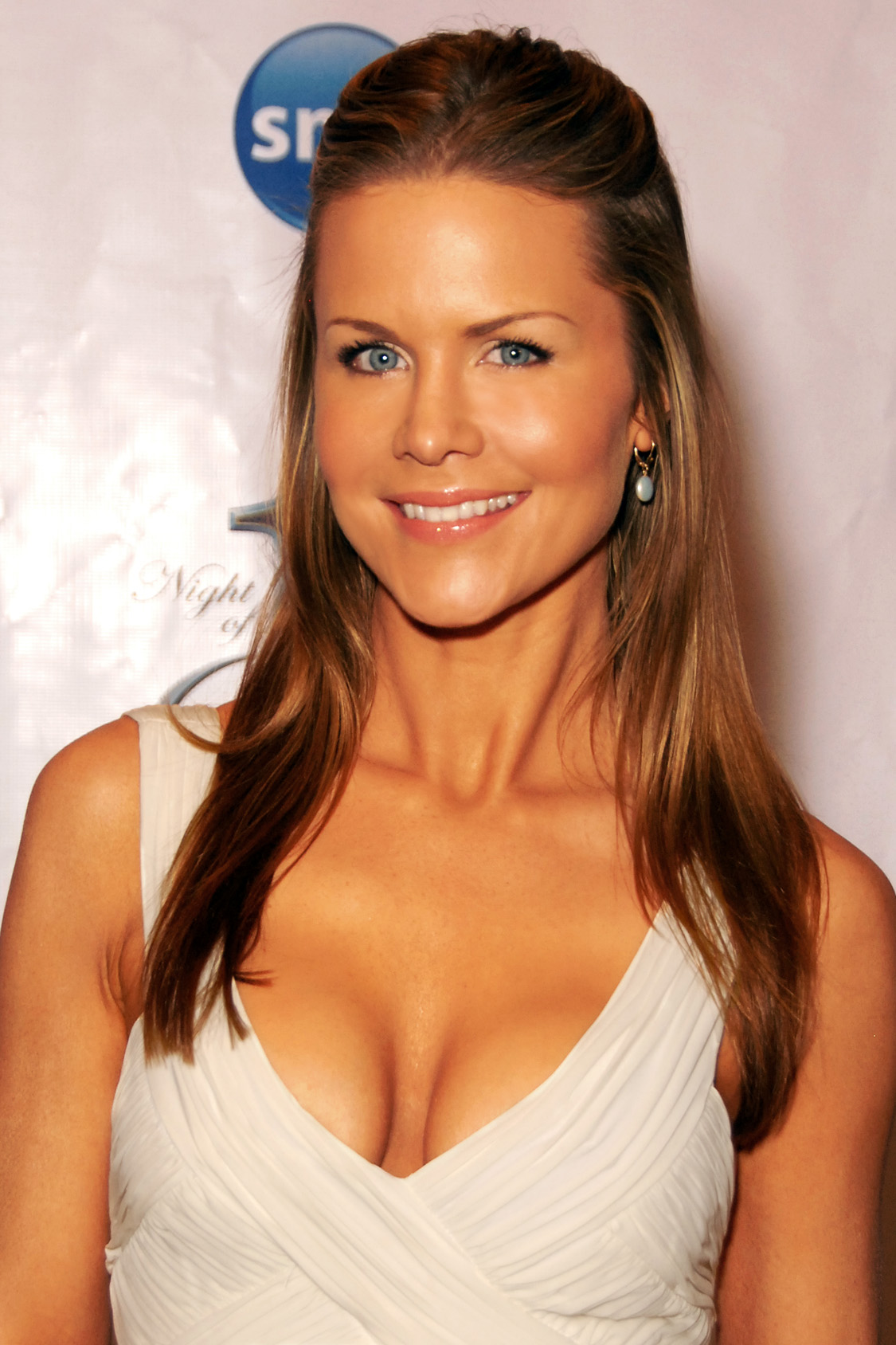
Josie Davis, 2010

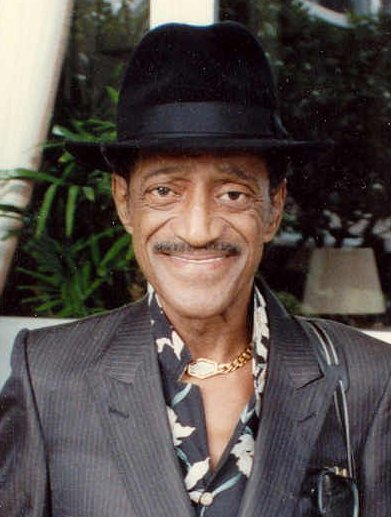
Sammy Davis jr., 1989

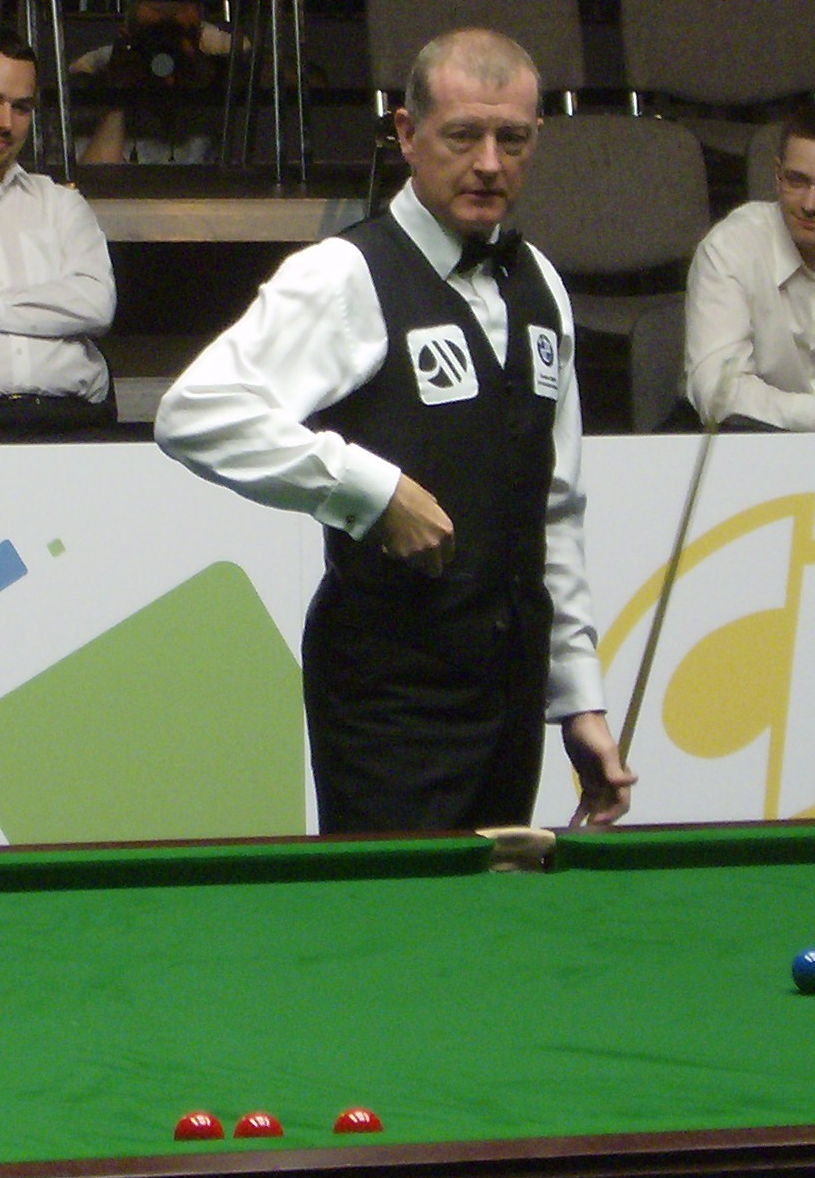
Steve Davis

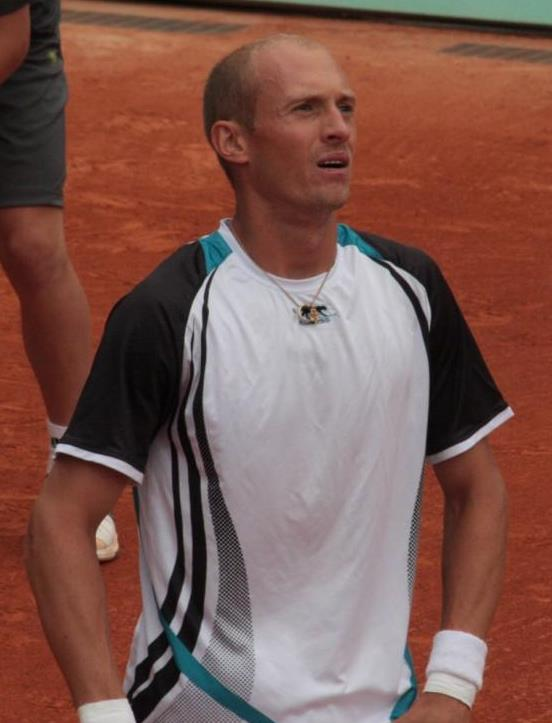
Nikolaj Davydenko

- Ferdinand Davaux (1878-1918), Belgisch zanger en cabaretier
- Rodion Davelaar (1990), Nederlands-Antilliaans zwemmer
- Jack Davenport (1973), Brits acteur
- Lara Davenport (1983), Australisch zwemster
- Lindsay Davenport (1976), Amerikaans tennisster
- Madison Davenport (1996), Amerikaans (stem)actrice en zangeres
- Thomas Davenport (1802-1851), Amerikaans natuurkundige en elektrotechnicus
- Seamus Davey-Fitzpatrick (1998), Amerikaans jeugdacteur
- David (11e-10e eeuw v.Chr.), koning van Israël
- David van Dinant (ca. 1160-ca. 1217), Zuid-Nederlands filosoof en theoloog
- David IV van Georgië (1073-1125), koning van Georgië (1073-1125)
- David VI Narin (1225-1293), koning van Georgië (1245-1259) en koning van Imereti (1259-1293)
- David VII Oeloe (1215-1270), koning van Georgië (1247-1270)
- David V van Georgië (?-1555), koning van Georgië (ca. 1554-1555)
- David VIII van Georgië (1273-1311), koning van Georgië (1293-1299 en 1302-1311)
- David IX van Georgië (?-1360), koning van Georgië (1346-1360)
- David X van Kartli (1482-1526), koning van het Georgisch Koninkrijk Kartlië (1505-1525)
- David XI van Kartli (?-ca. 1579), koning van het Georgisch Koninkrijk Kartlië (1569-1578)
- David I van Schotland (ca. 1084-1153), koning van Schotland (1124-1153)
- David II van Schotland (1324-1371), koning van Schotland (1329-1371)
- Adolphe David (1842-1897), Frans componist
- Alan David (?), Brits zanger
- Alberto David (1970), Luxemburgs schaker
- Anne-Marie David (1952), Frans zangeres
- Armand David (1826-1900), Frans geestelijke, zoöloog en botanicus, ook gekend als Pater David
- Benoît David (1966), Canadees zanger
- Christopher David (?), Amerikaans acteur
- Clifford David (1932-2017), Amerikaans acteur
- Craig David (1981), Brits zanger
- Edgeworth David (1858-1934), Welsh-Australisch poolonderzoeker, geoloog en militair
- F.R. David (1947), Frans popzanger; artiestennaam van Elli Robert Fitoussi
- Ferdinand David (1810-1873), Duits violist en componist
- Gerard David (ca. 1455-1523), Vlaams kunstschilder
- Hal David (1921-2012), Amerikaans tekstdichter
- Heinrich David (1856-1935), Zwitsers politicus
- Ibolya Dávid (1954), Hongaars politica
- Jacques-Louis David (1748-1825), Frans schilder
- Jan Baptist David (1801-1866), Belgisch kanunnik, hoogleraar en Vlaams activist
- Jeremias Carlos David (1993), Nederlands-Angolees voetballer
- Joanna David (1947), Brits actrice
- Johann Nepomuk David (1895-1977), Oostenrijks componist
- Jonathan David (2000), Canadees voetballer
- Karen David (1979/80), Brits actrice en zangeres
- Keith David (1956), Amerikaans (stem)acteur
- Larry David (1947), Amerikaans acteur, schrijver, producent en regisseur
- Mário David (1953), Portugees arts en politicus
- Michelle David (1966), Amerikaans zangeres en presentatrice
- Ophélie David (1976), Hongaars-Frans skiester
- Pedro David (1929), Argentijns rechtsgeleerde, rechter en hoogleraar
- Pierre David (1771-1839), Zuid-Nederlands en Belgisch industrieel en politicus
- Pierre David (1944), Canadees filmproducent
- Pierre-Joseph David (1795-1848), Belgisch politicus en industrieel
- Rachna David (1977), Noors dartspeelster
- René David (1906-1990), Frans rechtsgeleerde en hoogleraar
- Rohit David (1985), Noors dartspeler
- Steve David (1951), voetballer uit Trinidad en Tobago
- Tony David (1967), Australisch darter
- Trevor David (1997), Nederlands voetballer
- Victor David (1808-1874), Belgisch industrieel en politicus
- Alexandra David-Néel (1868-1969), Frans ontdekkingsreizigster, schrijfster, feministe, boeddhiste en theosofe
- Ofir Davidadza (1991), Israëlisch voetballer
- Kléberson Davide (1985), Braziliaans atleet
- Markéta Davidová (1997), Tsjechisch biatlete
- Edgar Davids (1973), Nederlands voetballer
- Heintje Davids (1888-1975), Nederlands variété-artieste
- Lorenzo Davids (1986), Nederlands voetballer
- Louis Davids (1883-1939), Nederlands variété-artiest
- Willibrord Davids (1938-2024), Nederlands jurist
- Bob Davidse (1920-2010), Vlaams presentator, zanger en componist
- Gerrit Davidse (1942), Amerikaans botanicus
- Jan Davidse (1929-2017), Nederlands hoogleraar elektronica
- Alan Davidson (1924-2003), Brits diplomaat en cultuurhistoricus op voedinggebied
- Anthony Davidson (1979), Engels autocoureur
- Donald Davidson (1917-2003), Amerikaans filosoof
- Edward Davidson (1973-2008), Amerikaans spamkoning
- Jeremy Davidson (1971), Amerikaans acteur, filmregisseur, filmproducent en scenarioschrijver
- Lenny Davidson (1944), Brits gitarist
- Norman Davies (1939), Brits historicus
- Peter Maxwell Davies (1934-2016), Brits componist
- Ritchie Davies (1971), Welsh darter
- Tom Davies (1990), Engels youtuber
- Windsor Davies (1930-2019), Brits acteur
- John Davies van Hereford (1565-1618), Engels dichter
- Elisabeth Davin (1981), Belgisch atlete
- Allan Davis (1980), Australisch wielrenner
- Andrew Davis (1944-2024), Brits dirigent
- Angela Davis (1944), Amerikaans filosofe, schrijfster en politiek activiste
- Ann B. Davis (1926-2014), Amerikaans actrice
- Anthony Davis (1993), Amerikaans basketbalspeler
- Austin Herrera Davis, Amerikaans acteur
- Beryl Davis (1924-2011), Engels zangeres
- Bette Davis (1908-1989), Amerikaans actrice
- Betty Davis (1944-2022), Amerikaans zangeres
- Brad Davis (1949-1991), Amerikaans acteur
- Brad Davis (1981), Amerikaans voetballer
- Brandon Davis (1995), Amerikaans snowboarder
- Brian Davis (1974), Engels golfer
- Brianne Davis (1982), Amerikaans actrice
- Bryan Davis (1986), Amerikaans basketbalspeler
- Candice Davis (1985), Amerikaans atlete
- Colin Davis (1927-2013), Brits dirigent
- Colin Davis (1933-2012), Brits autocoureur
- Dana Davis (1978), Amerikaans actrice
- Daniel Davis (1945), Amerikaans acteur
- David Davis (1948), Brits politicus
- Dee Dee Davis (1996), Amerikaans actrice
- Dennis Davis (1949-2016), Amerikaans drummer
- DeRay Davis, Amerikaans komiek en acteur
- Don Davis (1957), Amerikaans componist van filmmuziek
- Don S. Davis (1942-2008), Amerikaans acteur
- Dwight Filley Davis (1879-1945), Amerikaans tennisspeler en politicus
- Edward Davis, Engels boekanier
- Edwin Davis (1846-1923), Amerikaans beul
- Floyd Davis (1909-1977), Amerikaans autocoureur
- Fred Davis (1913-1998), Engels snookerspeler
- Geena Davis (1956), Amerikaans ex-model, producent en actrice
- George Davis (1820-1896), Amerikaans politicus
- Georgie Davis (1969), Nederlands zanger
- Gray Davis (1942), Amerikaans politicus
- Harold Davis (1933), Schots voetballer
- Hope Davis (1964), Amerikaans actrice
- Jacob Davis (1834-1908), Amerikaans kleermaker
- James Davis (1976), Amerikaans atleet
- Jason Davis (1984), Amerikaans acteur
- Jefferson Davis (1808-1889), Amerikaans politicus, president van de Geconfedereerde Staten
- Jim Davis (1909-1981), Amerikaans acteur
- Jim Davis (1945), Amerikaans striptekenaar
- Joe Davis (1901-1978), Engels snookerspeler
- John Davis (1550-1605), Engels zeevaarder en ontdekkingsreiziger
- Jonathan Davis (1971), Amerikaans muzikant
- Josie Davis (1973), Amerikaans actrice en filmproducente
- Judy Davis (1955), Australisch actrice
- Kay Davis (1920-2012), Amerikaans jazzzangeres
- Kristin Davis (1965), Amerikaans actrice
- Kyle Davis (1978), Amerikaans acteur
- Lauren Davis (1993), Amerikaans tennisster
- Mac Davis (1942-2020), Amerikaans zanger/songwriter
- Mark Davis (1964), Engels golfer
- Mark Davis (1972), Engels snookerspeler
- Matthew Davis (1978), Amerikaans acteur
- Meryl Davis (1987), Amerikaans kunstschaatsster
- Mia Amber Davis (1975-2011), Amerikaans actrice en plus-size model
- Mildred Davis (1901-1969), Amerikaans actrice
- Miles Davis (1926-1991), Amerikaans jazzmusicus
- Neil Davis (1934-1985), Australisch oorlogsverslaggever en cameraman
- Oliver Davis (1993), Amerikaans (jeugd)acteur
- Ossie Davis (1917-2005), Amerikaans acteur, filmregisseur en scenarioschrijver
- Otis Davis (1932-2024), Amerikaans atleet
- Peter Hadland Davis (1918-1992), Brits botanicus
- Philip Davis (1953), Brits acteur
- Raymond Davis Jr. (1914-2006), Amerikaans natuur- en scheikundige
- Richard Davis (1930-2023), Amerikaans jazzcontrabassist
- Robin Davis (1943), Frans film- en televisieregisseur en scenarioschrijver
- Rodger Davis (1951), Australisch golfer
- Sammy Davis (1887-1981), Brits autocoureur
- Sammy Davis jr. (1925-1990), Amerikaans entertainer
- Scott Davis (1979), Australisch wielrenner
- Shani Davis (1982), Amerikaans schaatser
- Spencer Davis (1939-2020), Welsh zanger en gitarist
- Steve Davis (1957), Brits snookerspeler
- Stuart Davis (1894-1964), Amerikaans kunstenaar
- Terry Davis (1938), Brits politicus
- Viola Davis (1965), Amerikaans toneel- en filmactrice
- Virginia Davis (1918-2009), Amerikaans actrice
- Viveka Davis (1969), Amerikaans actrice
- Walter Davis (1931-2020), Amerikaans atleet en basketbalspeler
- Walter Davis (1954-2023), Amerikaans basketballer
- Walter Davis (1979), Amerikaans atleet
- Warwick Davis (1970), Brits acteur
- William Morris Davis (1850-1934), Amerikaans geograaf, geoloog en meteoroloog
- Bryce Davison (1986), Canadees kunstschaatser
- James Davison (1986), Australisch autocoureur
- Peter Davison (1951), Brits acteur
- Will Davison (1982), Australisch autocoureur
- Ahmet Davutoğlu (1959), Turks politicoloog, diplomaat en minister
- Humphry Davy (1778-1829), Brits chemicus
- Nikolaj Davydenko (1981), Russisch tennisser

## Daw
- Phife Dawg (1970-2016), Amerikaans rapper
- Richard Dawkins (1941), Brits evolutiebioloog, etholoog en publicist
- Anna Dawson (1937), Brits actrice
- Kathleen Dawson (1997), Brits zwemster

## Dax
- Danielle Dax (1958), Brits zangeres en muzikante

## Day
- Bob Day (1944-2012), Amerikaans atleet
- Catherine Day (1954), Europees ambtenaar
- Christine Day (1986), Jamaicaans atlete
- Doris Day (1922-2019), Amerikaans actrice en zangeres
- Felicia Day (1979), Amerikaans actrice
- Laraine Day (1921-2007), Amerikaans actrice
- Paul Day (1956-2025), Brits zanger
- Ryan Day (1980), Welsh snookerspeler
- Sanny Day (1921-2008), Nederlands jazzzangeres
- Skyler Day (1991), Amerikaans actrice en zangeres
- Moshe Dayan (1915-1981), Israëlisch militair en staatsman
- Albert Dayer (1925), Belgisch atleet
- Jean-Philippe Dayraut (1969), Frans autocoureur